# Magdalena Fabbri
Magdalena Fabbri Lizarrague (Concepción, 10 de enero de 1991 - Concepción, 18 de noviembre de 2023) fue una piscóloga y activista trans chilena, reconocida por haber sido socia fundadora de la OTD (Organizando Trans Diversidades) y la primera mujer transexual que se operó en el sistema privado de salud en Concepción.

## Biografía
Magdalena estudió en el Colegio Bautista de Concepción, donde comenzó a enfrentarse a la socialización de los géneros que la marcaron por las represiones sociales y autorepresiones que vivió. Magdalena fue estudiante de Sicología y durante su juventud enfrentó diversos problemas familiares y psiquiátricos que la llevaron a cometer un intento de suicidio, reflejo de la compleja subjetividad que vivía en su interior, en relación a su identidad sexual, su sexo biológico y su expresión de género. Este episodio traumático abrió paso a su nuevo despertar como mujer.[cita requerida]
En 2013 comenzó a interiorizarse con el activismo de género y a participar de instancias colectivas con otras comunidades LGBT. En 2014 comenzó su tratamiento hormonal y tuvo acceso a la cirugía de reasignación de sexo donde fue atendida en hospitales privados mediante protocolos de género que respetaban su propia voluntad y deseo, situación que reconocía como un privilegio.

## Activismo
Magda fue reconocida por su activismo y su rol en la visibilización de la lucha por los derechos de las personas trans y de las disidencias sexo-genéricas en Chile. Fue socia fundadora de la organización chilena OTD (Organizando Trans Diversidades) e integrante de la red Sexualidad y Diversidad de Concepción. Entre los roles que ejerció se destaca su acompañamiento y consejería de pares, coordinación de comunidades trans femeninas, contribución en las iniciativas legales de reconocimiento en el Registro Civil, participación de charlas y creación de protocolos de acompañamiento psicosocial para infancias.
Trabajó como profesional de apoyo en la Oficina de Diversidad y no Discriminación de la municipalidad de Concepción y en el año 2024, recibió un homenaje postúmo por su contribución en visibilización de las disidencias sexo-genéricas.  En sus últimos años de vida trabajó como Coordinadora del Programa de Acompañamiento a la Identidad de Género, en la Subsecretaría de la Niñez del Ministerio de Desarrollo Social y Familia.[cita requerida]
Su pensamiento y trabajo generó un legado en todo el país.
“Todas las personas trans vivimos un tránsito distinto, en diversas condiciones sociales, corporales, emocionales; por tanto, no existe una experiencia colectiva entorno a la vivencia; es por esto que es importante respetarse, amarse y por sobre todo luchar por nuestros ideales cuando consideremos que es el tiempo adecuado para empezar a vivir mejor” (Magdalena Fabbri, 2016)